# お祈りメール
- 祈りメール
- 祈られメール
- お祈りレター

お祈りメール（おいのりメール、御祈りメール）とは、日本の就職活動における用語の一つで、企業からの不採用通知の俗称である。
祈りメール、祈られメール、お祈りレターとも呼ばれるなど、表記には幅が見られる。
基本的には電子メールを利用した不採用通知として定義される。これらを転じて、就職活動において「お祈り」「祈られる」「お祈りされる」といった表現が不採用そのものを意味する隠語として用いられる場合がある。

## 概要
基本的に就職活動を行う大学生（就活生）の間で使用される。企業から送られてくる不採用通知には、末尾が「今後のご活躍をお祈り申し上げます」「今後のご健闘をお祈り申し上げます」「充実した学生生活を送られることをお祈り申し上げます」 といった一文で締められていることが多いため、これを俗に「お祈りメール」と呼称するようになった。また、「お祈りメール」を受け取ること、すなわち不採用になることを「祈られる」「お祈りされる」「お祈りをもらう」 などと表現することもあるほか、新卒採用だけでなく中途採用における不採用通知でも「お祈りメール」の俗称が用いられる場合がある。

### 発祥と普及
不採用通知の末尾に「〜をお祈り申し上げます」という一文が用いられること自体は「昔から行われていた」とされている。日経プラスワンの記事によれば、「不採用通知にメールではなく手紙が主に利用されていた1980年代には既に用いられていた」と報じているほか、杉元伶一の小説『就職戦線異状なし』（1990年）においても不採用通知の末尾に「今後のご健闘をお祈り申し上げます」の一文が用いられる描写がある。ただし、当時は不採用通知を「お祈り通知」「お祈り手紙」などと呼称する慣習は無かった。
「お祈りメール」という俗称の具体的な発祥は未詳であるが、元々は電子掲示板の2ちゃんねるで使用されており、就活生の間で一般的に用いられるようになったのは2007年頃からとされている。その後も2ちゃんねるなどの電子掲示板やソーシャル・ネットワーキング・サービス上で、受け取った「お祈りメール」を貼り付けて披露しあう様子が散見される。ねとらぼ（ITmedia）の調査によれば、「お祈りメール」という言葉が2ちゃんねる上で最初に書き込まれたのは2004年7月であり、少なくともそれ以前には既に誕生していたものと報じている。また、不採用を「祈られた」と表現する最古の書き込みは2002年11月であることから、「お祈りメール」「祈られた」という表現の発祥は概ね2002年から2003年頃であると報じている。
マイナビニュースが2013年に実施したアンケートによれば、「お祈りメール」という言葉を使ったことがあると回答した者は20代後半から30代を中心に「よく使っていた」「使っていた」合わせて6%と少なめの結果であったが、同社が2015年に実施した「就活における流行語」の調査結果では、1位に「サイレント」、2位に「お祈り」と上位にランクインしている。また、就職情報会社ディスコ（現・キャリタス）が2016年5月に実施した調査では、「お祈りメール」という言葉を使う学生は64%、意味は知っているが使わない学生は31%、言葉自体を知らない学生は5%となっている。就職活動関連書籍のタイトルの一部として使用されることもあるほか、垣谷美雨の小説『七十歳死亡法案、可決』（2012年）において、不採用通知を見た青年が「またお祈りメール。あんたに祈ってもらわなくて結構」という趣旨の発言をする描写がある。
NTTコムオンライン・マーケティング・ソリューションのTwitter投稿分析サービス「バズファインダー」によれば、「祈られた」との投稿は3月中旬から急増するとしている。エントリーシートの提出期限を3月上旬に設定した企業からの「お祈りメール」が中旬に増えたためと見られる。

### 心理的問題
「お祈りメール」が原因で心を病む就活生がいるとも報じられており、「就活うつ」などのメンタルヘルスの問題と交えて取り上げられることがある。
東京ガスでは2014年2月に就職活動中の女子学生を題材としたテレビコマーシャル（家族の絆シリーズ）を放映していたが、「志望企業から何十通ものお祈りメールが届く」という描写に対して就活生やその保護者とみられる視聴者から「リアルにできていて心が痛む」との批判的意見が少数ながら寄せられ、就職活動が本格化する時期であることや別のCM作品が広告賞に内定した事を踏まえ、1ヶ月ほどで放映を中止したことが話題になった。

## 「お祈りメール」の内容
「お祈りメール」の多くは、まず冒頭で応募に対するお礼に始まり、慎重に検討を重ねたが 不採用となる旨を「採用を見送らせて頂く」「残念ながら貴意（貴殿の期待）に添えない（添いかねる）」「ご縁がなかった」 などといった言い回しで表現した後、「〜をお祈り申し上げます」という形で締められることが多い。縁がなかっただけで就活生自身に非はないとする旨や、再度の受験を歓迎する旨、今後も自社製品のご愛顧をお願いする旨、応募者が多数殺到したために不採用となった旨 などが含まれる場合もある。基本的に「お祈りメール」を見て、就活生は初めて自分が不採用になったことを知ることになる。この「お祈りメール」に返信をする必要はない。
メールのタイトルには、選考に通過した者は「○○面接のご案内」「○次選考のご案内」とされるのに対して、不採用者は「選考結果のご連絡」などといった、「不採用」であることをストレートに伝えない抽象的な表現が使われることが多いとされている。
また、不採用通知の郵送時に自社製品を粗品として贈呈する企業も少数存在する。

### 不採用理由の明示
「お祈りメール」内で不採用の理由が述べられることは少なく、「祈るより落ちた理由が知りたい」とする意見もある。
ライフネット生命保険が2012年に実施したアンケートによると、応募者に対して「不採用の理由」を公開していると回答した企業は12.1%であった。アイデムが2016年5月に実施した調査によれば、学生に対して選考での印象を合否連絡時にフィードバックすると解答した割合は45.1%であった。人材コンサルタントの常見陽平は、不採用理由の明示について「人気企業や大手企業では、少なくとも選考初期の段階では物理的に厳しい」「受験と違い評価が高ければ採用というわけではなく、その選考基準も曖昧である」「不採用の理由が具体的すぎるお祈りメールは精神的にもっと辛い」として否定的に論じている。朝日新聞の記事によれば、東京高等裁判所では「採用に際してどのような要素を考慮するかは企業の自由で、採用理由を明らかにしたり公開しない自由も含む」と示した判決（1972年12月22日）があり、「採用の自由には理由を明らかにしない自由も含むもの」であると報じている。

## 評価
判で押したような（テンプレートに則った）「型通り」な文面である場合が多いことや、低姿勢を示すも、形式的な慇懃無礼さに不快感を持つ就活生も多く、後述する「サイレントお祈り」と合わせて企業における「不誠実な対応」の一つと評されることがあるが、「お祈りメール」の文章は一般的なビジネスマナーに則ったものであり、他意はないとする意見もある。
日本語学者の飯間浩明は、著書『辞書には載らなかった不採用語辞典』（PHP研究所、2014年）において、同語が流行した経緯として「就職活動がIT化されてメール一本で不採用通知が届くようになった『手軽な感じ』を皮肉った面があるのではないか」と論じている。
ねとらぼ（ITmedia）の記事では、就活情報サイト担当者の話として「インターネットが普及する以前は郵送代がかかることから、現代のように不採用通知はそれほど出していなかった。後にネットによる情報交換が盛んになったこと、学生側が平等性を求めるようになった背景から、非礼とならぬように企業努力した結果生まれたのが『お祈りメール』なのではないか」と報じている。また、「お祈りメール」という言葉をマスメディアが盛んに取り上げるようになった要因として、リーマン・ショックなどに起因する就職難を報じる際に、「就職氷河期」に代わる新しい就職難を象徴する言葉として目をつけられたのではないかとも論じている。

## お祈り返し
インターネット上ではしばしば「就活生から内定先企業に対する『内定辞退』の通知を、お祈りメールの文面を模した形で送付する」といったアイデアが取り上げられることがあり、これを「お祈り返し」「逆お祈り」 と呼称する場合がある。
この事象を報じたキャリコネでは、「お祈りメールの書式は人を著しく不快にさせる凄まじい負のエネルギーがある」との声を取り上げているほか、内定先企業に対して送るのは「気の毒な『とばっちり』である」との指摘がなされている。また、就活生からの「申込み」を企業が「承諾しない」場合（不採用）と違い、企業が内定を出した時点、すなわち就活生からの申込みを企業が「承諾した」時点で労働契約が成立することになる為、不誠実な態様での内定辞退（労働契約の解約）は法的に問題があるとの主張も存在する。
「逆お祈り」などの流行語の発生について、就職情報会社マイナビの調査担当者は「就職活動では先輩の体験談を活かしにくく、就活生の横の情報交換が活発になったことから新語が生まれているのではないか」と分析している。

## サイレントお祈り
不採用であった場合に一切連絡が来ないことを「サイレントお祈り」（あるいは「サイレント」）と呼称する場合がある。応募したはずの企業から何の連絡も来ないことを「サイレント」、不採用時に連絡が来ないことを「サイレントお祈り」と、区別する見方もある。
「通過者のみに連絡する」と事前に通達があった場合は「サイレントお祈り」には該当しないとする見解と、事前に通達があったとしても「サイレントお祈り」に該当するという見解がある。ディスコの研究員によれば、企業が「サイレントお祈り」をする場合は「通過した場合は○日以内に必ず連絡する」といった旨を就活生に予め伝達する形で、不採用者には連絡しないと暗に示唆する場合が多いとしている。「サイレントお祈り」が疑われる場合に、ソーシャル・ネットワーキング・サービスなどを用いて同じ企業を受験する他の就活生と情報交換をしながら合否を確認する様子も見られる。
不採用時に連絡をしない行為そのものに対して法的問題は無いとされている。企業側が「サイレントお祈り」を行う理由として、人事担当者の手間を省くため、人事担当者の過剰負担、選考結果の通知期限を曖昧にすることによって選考辞退者が出た場合の予備人員を残しておくため、誤った相手に不採用通知を送ることを防ぐため などが報じられている。

### 調査と評価
NPO法人のライフリンクが2013年に実施したアンケートによれば、「サイレントお祈り」を経験したことがあると回答した者は74%であり、就活生1人につき平均4.8回の「サイレントお祈り」があったとしている。日本労働組合総連合会が2014年に実施した就職活動に関する調査によれば、31%の就活生が「サイレントお祈り」を受けた経験があるとしている。
HR総研が2017年度の新卒採用に際して企業側に行った調査によれば、エントリーシートなどの書類選考の結果を「合格者のみに伝える」と解答した企業は全体の22%、従業員規模1001名以上の大企業を対象とすると38%、面接の合否結果について「合格者のみに伝える」と解答した企業は全体の13%であった。アイデムが新卒採用担当者を対象として2016年5月に行った調査によれば、「合格者には通知し、不合格者には通知しないことがある」と解答した割合は22.4%であった。同調査でも同様に従業員規模が大きくなるほど不合格者への通知を省略する傾向が見られ、従業員3000名以上の企業では31.8%が「通知しないことがある」と解答している。
「サイレントお祈り」は就活生にとって失礼である、就活のスケジュールが立てづらくなる、社員には「報・連・相」の徹底を指示するのに対して矛盾しているのではないか などの意見が見られる。フリーアナウンサーの梶原しげるは、「昔の就職活動は選考通過者のみ電報で知らせ、不採用者には一切連絡をしない形が普通であった」と指摘している。
就活生側が企業に対し何も連絡せずに選考や内定を辞退することを「サイレント辞退」「サイレント学生」 と呼称する場合がある。